# 페페 멜
호세 "페페" 멜 페레스(스페인어: José "Pepe" Mel Pérez, 1963년 2월 28일 ~ )는 스페인의 전 축구 선수이자 현 축구 감독이다. 최근 테네리페를 맡고있다.

## 수상

### 선수
카스테욘
- 세군다 디비시온 (1): 1988–89

### 감독
라요 바예카노
- 세군다 디비시온 B (1): 2007–08
- 세군다 디비시온 (2): 2010–11, 2014–15

### 개인
- 피치치 (세군다 디비시온) (1): 1989–90